# Kommando Operative Führung Luftstreitkräfte
Das Kommando Operative Führung Luftstreitkräfte (KdoOpFüLuSK) war eine Kommandobehörde der deutschen Luftwaffe, die den Kernstab für einen Gefechtsstand zur Führung von Luftstreitkräften im Einsatz stellt. Es war dem Luftwaffenführungskommando unterstellt. Es war in der Von-Seydlitz-Kaserne in Kalkar stationiert.

## Auftrag
Der Auftrag war, die Kernfunktionen eines verlegefähigen multinationalen Luftwaffengefechtsstands bereitzustellen. Dieses sogenannte Joint Force Air Component Headquarters (JFAC HQ) sollte den Einsatz von Luftstreitkräften, die durch mehrere Nationen bedarfsgerecht zusammengestellt worden wären, planen und führen.
Wäre in EU- oder NATO-geführten Operationen (z. B. im Rahmen der EU Battlegroup oder der NATO Response Force) Deutschland als Leitnation beauftragt worden, dieses Führungselement zum Einsatz zu bringen, wäre zur Besetzung aller erforderlichen Arbeitspositionen ein Aufwuchs durch zusätzliche Kräfte der Bundeswehr und in der Regel durch internationale Partner erfolgt.
Im Grundbetrieb waren dem Kommando keine Einsatzverbände unterstellt. Truppendienstlich unterstanden dem KdoOpFüLuSK die Führungszentrale Nationale Luftverteidigung, das Weltraumlagezentrum und die Luftwaffenunterstützungsgruppe Kalkar.
In den letzten Jahren erfolgten diverse Übungsbeteiligungen, zuletzt im November 2011 bei der multinationalen, streitkräftegemeinsamen Übung STEADFAST JUNCTURE unter Führung des Allied Joint Force Command Brunssum als Abschluss des Zertifizierungsprozesses der NATO für die NATO Response Force 2012.
Im Zeitraum vom 1. Januar 2012 bis zum 31. Dezember 2012 befand sich das KdoOpFüLuSK als Air Component Command (ACC) der NATO Response Force 2012 (NRF 2012) in der einjährigen Bereitschaftsphase,  bei der Deutschland für die Luftstreitkräfte erstmals in der Geschichte der Bundeswehr die Rolle der Leitnation übernommen hatte.
Das Kommando wurde zum 30. Juni 2013 aufgelöst. Seine Kernbestandteile sind in das Zentrum Luftoperationen übergegangen.

## Führung
Der Kommandeur war ein Generalleutnant. Er war gleichzeitig Commander des NATO-Führungsgefechtsstands Combined Air Operations Centre (CAOC) Uedem sowie Executive Director des Joint Air Power Competence Centre (JAPCC) in Kalkar.

## Kommandeure
| Name                                      | von                | bis                |
| ----------------------------------------- | ------------------ | ------------------ |
| Generalleutnant Hans-Joachim Schubert     | 1. Oktober 2001    | 18. September 2007 |
| Generalleutnant Friedrich Wilhelm Ploeger | 18. September 2007 | 29. Juni 2010      |
| Generalleutnant Dieter Naskrent           | 29. Juni 2010      | 31. März 2012      |
| Generalleutnant Joachim Wundrak           | 1. April 2012      | 30. Juni 2013      |